# Pierre Léautey
 (mai 2017).
Si vous disposez d'ouvrages ou d'articles de référence ou si vous connaissez des sites web de qualité traitant du thème abordé ici, merci de compléter l'article en donnant les références utiles à sa vérifiabilité et en les liant à la section « Notes et références ».
Pierre Léautey, né le 12 décembre 1946 dans le 14e arrondissement de Paris, est un homme politique français.
En tant que suppléant de Valérie Fourneyron, qui rejoint le gouvernement en mai 2012, il devient député, occupant cette fonction jusqu'en 2014.

## Biographie
Il est le fils de Charles Léautey, administrateur civil, et de Yolande Léautey, née Righetti, bibliothécaire de la bibliothèque Marguerite-Durand (Paris).
En 1972, il adhère à la « Vie nouvelle » et au club politique « Citoyen 60 » fondé par Jacques Delors.
En 1981, il rejoint le Parti socialiste.
Économiste de formation, il est consultant en gestion et ancien professeur associé en gestion à l'université de Rouen.
Entre 2008 et 2012, il est maire de Mont-Saint-Aignan, ville universitaire limitrophe de Rouen. Il est le premier maire socialiste de l'histoire de la commune. Le 2 octobre 2012, il annonce sa démission, pour se consacrer à son mandat parlementaire.
En mai 2016, il adhère au mouvement En Marche ! et soutient la candidature d'Emmanuel Macron à l'élection présidentielle de 2017.
En avril 2018, au lendemain du congrès du PS, après 37 ans d'adhésion, il démissionne du parti, regrettant que ses orientations soient essentiellement enfermées dans une posture d'opposition dure et frontale au président de la République et aux réformes qu'il porte.
En fin d'année 2019, il rejoint les élus et anciens élus qui souhaitent organiser un pôle de gauche au sein de la majorité. Il est membre de Territoires de progrès, mouvement social-démocrate et pro-européen créé en février 2020.

### Vie privée
Il est le père de la députée Florence Hérouin-Léautey.

## Mandats locaux
- de 1989 à 1995 : conseiller municipal de Déville-lès-Rouen ;
- de 1995 à 2001 : adjoint au maire de Déville-lès-Rouen, chargé des finances et du développement économique ;
- de 2001 à 2008 : conseiller municipal de Mont-Saint-Aignan ;
- du 17 mars 2008 au 11 octobre 2012 : maire de Mont-Saint-Aignan ;
- en 2004 : élu conseiller général du canton de Mont-Saint-Aignan (premier conseiller général socialiste du canton), réélu en 2011 ;
- de 2004 à 2011 : vice-président du conseil départemental de la Seine-Maritime, chargé du développement économique, des affaires européennes et des universités ;
- de 2011 à 2012 : vice-président du conseil départemental de Seine-Maritime, chargé des finances, de l'administration générale et du personnel. Président de la commission des finances ;
- Président du conseil de surveillance du centre hospitalier du Bélvédère à Mont-Saint-Aignan.

## Mandat national
- Député en remplacement de Valérie Fourneyron (2012-2014)